# Am Frühlingsberg
Am Frühlingsberg (bis 1938 amtlich Wendisch-Sohland; obersorbisch Serbski Załom) ist ein zum Hauptort gehörender Gemeindeteil von Sohland an der Spree im Landkreis Bautzen in Sachsen. Bis 1877 war das damalige Wendisch-Sohland mit den Ortsteilen Altscheidenbach und Neuscheidenbach eine eigenständige Gemeinde.

## Lage
Am Frühlingsberg liegt am Fuße des gleichnamigen Berges des Oberlausitzer Berglandes. Die Kreisstadt Bautzen liegt etwa 14 Kilometer nördlich des Dorfes, weitere größere Städte in der Nähe sind Görlitz etwa 38 Kilometer nordöstlich sowie die tschechische Stadt Děčín etwa 35 Kilometer Luftlinie südwestlich. Umliegende Ortschaften sind Ellersdorf im Nordosten, Wassergrund im Osten, Neusorge im Südosten, Am Hohberg im Süden, Sohland im Südwesten, Pilzdörfel im Westen sowie Schirgiswalde im Nordwesten. Mit Ellersdorf und Schirgiswalde bildet Am Frühlingsberg eine durchgehende Siedlungsfläche.
Am Frühlingsberg liegt am östlichen und südlichen Ufer des Stausees Sohland, zudem fließt die Spree durch den Ort.

## Geschichte
Die erstmalige urkundliche Erwähnung des für die Region typischen Waldhufendorfes Am Frühlingsberg datiert auf das Jahr 1487, als der Ort mit dem Namen windischen Soldende bezeichnet wurde. Der Ortsname ist vermutlich vom sorbischen „Załom“ abgeleitet und bedeutet „(wendisches/sorbisches) Dorf hinter dem Windbruch“. Die Dorfanlage als Waldhufendorf sowie die Ersterwähnung lassen auf eine fränkische Ortsgründung im 13. oder 14. Jahrhundert schließen. Das Ortsbild von Am Frühlingsberg ist vor allem durch Umgebindehäuser geprägt.
Aus dem Ortsnamen entwickelte sich im Laufe der Zeit das später genutzte Wendisch-Sohland. Das Dorf gehörte erst zum Rittergut Oppach, welches dem Bautzner Kreis unterstand. Später wurde Wendisch-Sohland von einem eigenen Rittergut verwaltet. 1777 lebten im Ort fünf besessene Mann, 18 Gärtner und neun Häusler; ein Gehöft war unbewirtschaftet. 1834 lebten in Wendisch-Sohland 442 Einwohner, von denen die meisten evangelischer Konfession waren. 1856 gehörte Wendisch-Sohland zum Gerichtsamt Schirgiswalde und ab 1875 zur Amtshauptmannschaft Bautzen. Im Jahr 1877 wurde die Gemeinde Wendisch-Sohland aufgelöst und fusionierte mit den damaligen Gemeinden Äußerstmittelsohland, Äußerstniedersohland, Carlsruhe, Ellersdorf, Neudorf, Neumittelsohland, Neuobersohland und Neusorge zu der neuen Gemeinde Sohland an der Spree.
Im Jahr 1938 wurde Wendisch-Sohland im Zuge der nationalsozialistischen Germanisierung von Ortsnamen in der Lausitz in „Am Frühlingsberg“ umbenannt. Bei dem Namen handelt es sich um eine Neuschöpfung, inspiriert von der Lage des Ortes. Nach dem Ende des Zweiten Weltkrieges wurde die Umbenennung im Gegensatz zu den meisten anderen umbenannten Dörfern der Lausitz nicht wieder rückgängig gemacht. Bei der Kreisreform in der DDR im Juli 1952 wurde die Gemeinde Sohland an der Spree dem Kreis Bautzen im Bezirk Dresden zugeordnet. Nach der Wende lag Am Frühlingsberg zunächst im alten Landkreis Bautzen, dieser fusionierte 2008 mit dem Landkreis Kamenz zum heutigen Landkreis Bautzen.

## Infrastruktur
Am Frühlingsberg liegt an der Bundesstraße 98 zwischen Bischofswerda und Neusalza-Spremberg sowie der im Ort abzweigenden Kreisstraße 7248. Durch die zum Ort gehörenden Dörfer Alt- und Neuscheidenbach verlaufen zudem die Staatsstraße 116 und die Bahnstrecke Oberoderwitz–Wilthen, der nächstgelegene Haltepunkt befindet sich in Sohland.
Im Ort gibt es eine Grundschule. Als weiterführende Schule befindet sich im benachbarten Sohland eine Mittelschule, das nächste Gymnasium befindet sich in Wilthen.